# Pfarrkirche Edelschrott

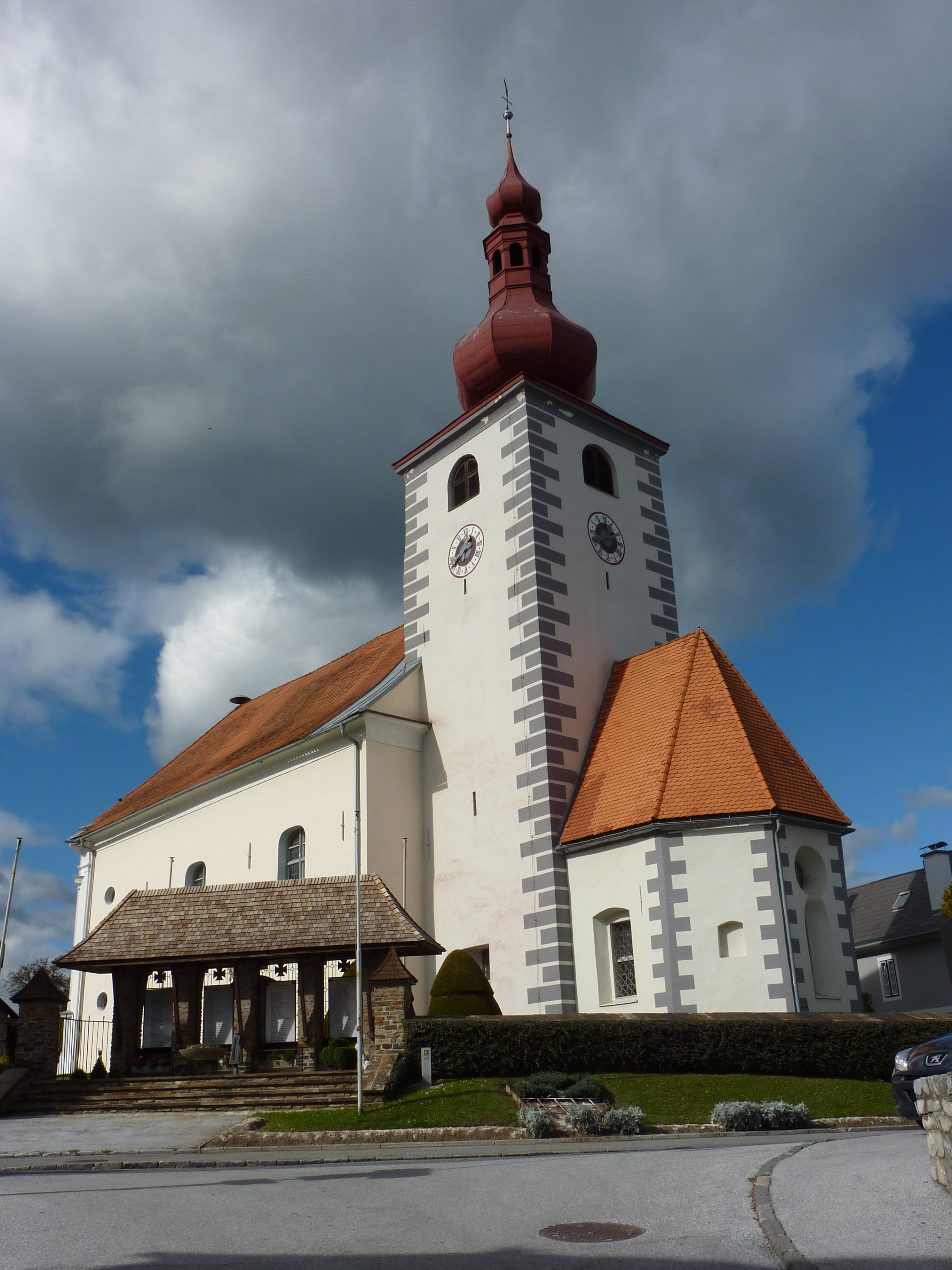
Kath. Pfarrkirche hl. Laurentius in Edelschrott

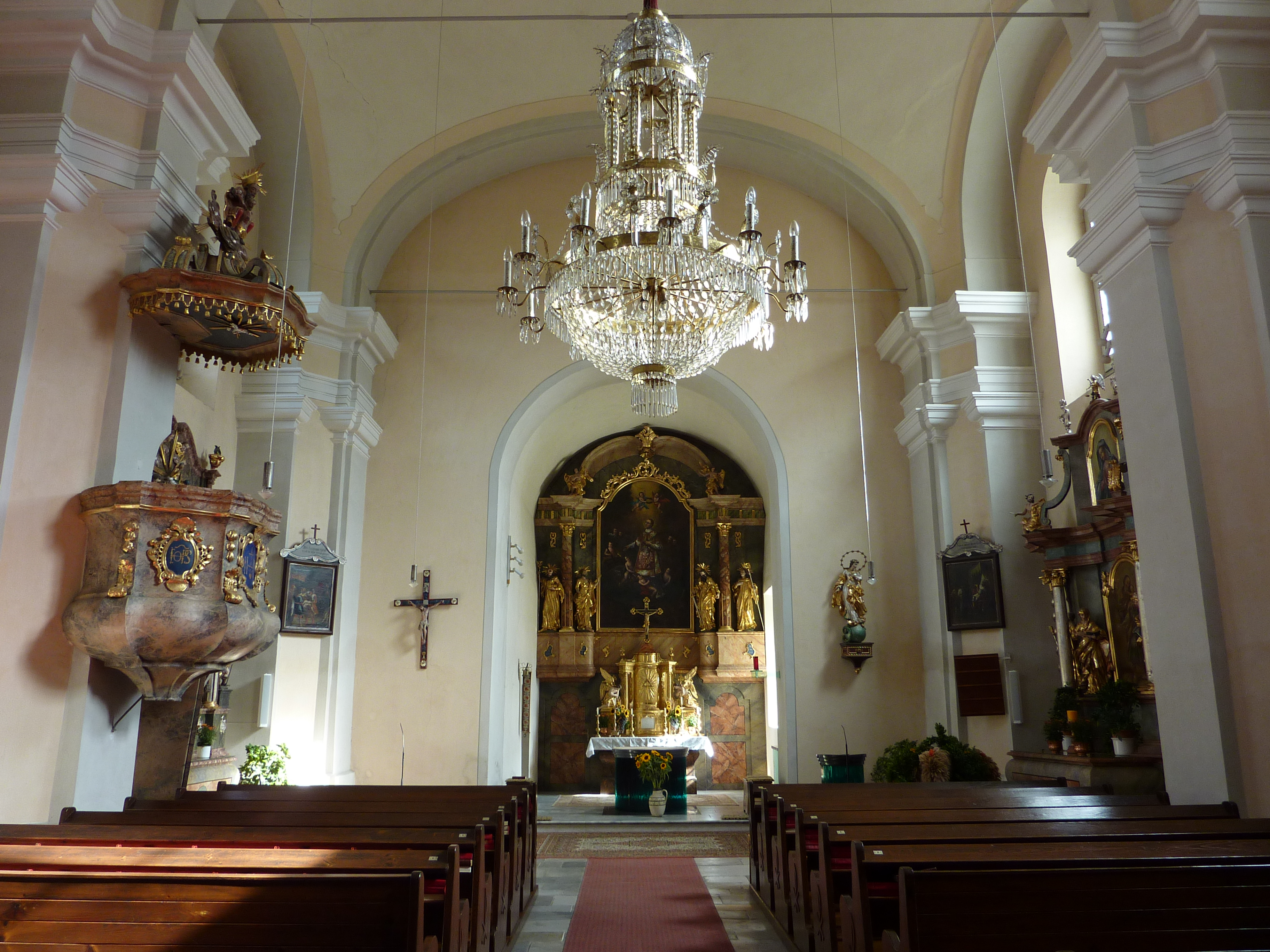
Blick auf den Hochaltar

Die römisch-katholische Pfarrkirche Edelschrott steht in der Marktgemeinde Edelschrott im Bezirk Voitsberg in der Steiermark. Die auf den heiligen Laurentius geweihte Kirche gehört zum Dekanat Voitsberg in der Diözese Graz-Seckau. Die Kirche und die ehemalige Friedhofsfläche stehen unter Denkmalschutz.

## Geschichte
Die Kirche wurde erstmals 1245 urkundlich erwähnt und war bis 1786 dem Stift St. Lambrecht inkorporiert. Das heutige Kirchenschiff wurde in der Zeit um 1780 und 1790 errichtet. Im Jahr 1960 fand eine Restaurierung des Innenraumes statt. Weitere Restaurierungsarbeiten fanden in jüngerer Zeit statt.

## Beschreibung
Die westliche Fassade der Kirche weist unter dem Giebel ein kräftiges Gesims mit übereck gestellten Pilastern auf. Das Eingangsportal hat einen Giebel mit Zopfornamenten im Giebelfeld. Der mächtige Chorquadraturm mit Zwiebelhelm und Laterne ist vom romanischen Vorgängerbau erhalten.
Das Langhaus ist dreijochig, das mittlere Joch breiter als die zwei anderen. Es wird von einem auf Wandpfeilern ruhenden Platzlgewölbe überspannt. Die Pfeiler haben an drei Seiten Pilaster mit Gesimskapitellen. Der niedrige, rundbogige Fronbogen ist stark eingezogen. Das Turmjoch ist heute zugleich der Chor und wird von einem Tonnengewölbe überspannt. Der frühere gotische 5/8-Chor mit einem erneuerten Gewölbe dient seit dem Ende des 18. Jahrhunderts als Sakristei und schließt östlich an den Kirchturm an. Die alte, gotische Sakristei befindet sich nördlich des Turmes. Die Orgelempore befindet sich im westlichen Ende des Langhauses und ruht auf einem Platzlgewölbe. Ihre Stirnwand ist mit Zopfornamenten verziert.
Der Hochaltar stammt aus der Zeit um 1804 und hat einen vorgeschobenen Altartisch. Das Bildnis des hl. Laurentius sowie die von Balthasar Prandstätter gestalteten Statuen am Hochaltar stammen aus der Zeit um 1740/1750. Der Marienaltar mit Statuen die aus der zweiten Hälfte des 17. sowie dem Anfang und dem Ende des 18. Jahrhunderts stammt wie der Hochaltar aus der Zeit um 1804. Der Josephsaltar wurde um 1740/1750 von Balthasar Prandstätter gestaltet. Von ihm stammt auch eine Statue der Maria Immaculata. Die Kanzel wurde im zweiten Viertel des 18. Jahrhunderts aufgestellt. Die spätbarocken Kreuzwegbilder sind heute teilweise übermalt. Die Orgel wurde im ersten Viertel des 18. Jahrhunderts aufgestellt und später verändert. Eine Positivorgel aus dem Jahr 1680, welche 1734 repariert wurde, wurde 1965 von der Filialkirche St. Hemma am Kreuzberg in die Pfarrkirche überstellt. Ein barocker Kirchenstuhl stammt aus dem zweiten Viertel des 18. Jahrhunderts, die Glasluster aus der ersten Hälfte des 18. Jahrhunderts.